# Horst Dohlus
Horst Paul Dohlus (ur. 30 maja 1925 w Plauen, zm. 28 kwietnia 2007 w Berlinie) – wschodnioniemiecki polityk SED.

## Życiorys
Urodził się w rodzinie elektryka. Ukończył szkołę podstawową (1931–1939), a następnie szkolenie w zawodzie fryzjera (1939-1942); i następnie był zatrudniony na etacie asystenta fryzjerskiego (do 1943). Wykonywał też prace na rzecz Służby Pracy Rzeszy (Reichsarbeitsdienst) w Teplitz-Schönau (1943) i służył w charakterze żołnierza Wehrmachtu (1943–1945). Po wyzwoleniu był w niewoli amerykańskiej (1945–1946).
Po zwolnieniu wstąpił do KPD/SED (1946) i pracował w zawodzie fryzjerskim w Plauen (1946–1947). Został zatrudniony jako pracownik fizyczny w radzieckiej spółce wydobycia rud uranu SDAG Wismut w Annabergu (1947–1949) gdzie w 1947 zapisał się do FDGB i wszedł do kierownictwa POP SED; od 1949 był sekr. POP szybu Malwine w Annabergu, ukończył szkołę partyjną (Parteischule) landu (1949), pełnił funkcję instruktora SED w spółce Wismut (1949-1950), I sekr. POP obiektu Oberschlema (1950–1951) i 2 sekr. KZ SED Wismut w Chemnitz (1951–1953). Był także w latach 1950–1954 i od 1971 deputowanym do Izby Ludowej NRD.
Ukończył Wyższą Szkołę Partyjną KPZR (Высшая партийная школа при ЦК КПСС) w Moskwie (1954–1955). W 1955 otrzymał naganę za „szkodliwe zachowanie partyjne i ciągłe łamanie moralności partyjnej”. Był organizatorem pracy partyjnej KC SED w firmie budującej przyszły kombinat energetyczny VEB Aufbauleitung Schwarze Pumpe (do 1958), i II sekretarzem Komitetu Okręgowego SED w Chociebużu (do 1960).
Od 1958 był członkiem redakcji „Neuer Weg”. Od 1960 do 1986 Dohlus był kierownikiem wydziału organów partyjnych w KC SED. Był kier. Komisji ds. partyjno-organizacyjnych przy Biurze Politycznym (1964). W 1971 został zastępcą przew. Izby Ludowej NRD i członkiem Sekretariatu KC SED od 1973 jako sekretarz KC ds. organów partyjnych. W 1976 został zastępcą członka, a w 1980 członkiem Biura Politycznego KC SED, a także członkiem Komisji ds. kadr Sekretariatu KC SED (Kaderkommission des ZK der SED) (1986-). Z racji sprawowanych funkcji był „skoszarowany” w partyjno-rządowym osiedlu kierownictwa NRD - Osiedlu Leśnym pod Bernau.
Dohlus zrezygnował 11 listopada 1989 z Biura Politycznego i 20 stycznia 1990 został wykluczony z SED-PDS. W tzw. procesach strzelców przy Murze Berlińskim sprawę przeciwko Dohlusowi, podjętą w czerwcu 1997, umorzono, z powodu choroby serca oskarżonego. Przebywał na emeryturze.